# Эссойла
Э́ссойла (карел. Jessoilu, Dessoilu) — посёлок в Пряжинском национальном районе Республики Карелия, административный центр Эссойльского сельского поселения.

## География
Расположен на южном берегу озера Сямозеро.
В 15 км на юг от посёлка расположен государственный региональный болотный памятник природы — Болото Мерисуо площадью 487,4 га, ценный ягодник клюквы и морошки.
Уличная сеть
- Совхозная
- Гористая
- Лесная
- Мелиоративная
- Северная
- Молодёжная
- Станционная
- Строителей
- Суоярвская
- Центральная
- Озерная
- Октябрьская
- Школьная
- Первомайская
- Фермерский переулок
- Новая
- Набережная

Географическое положение
Удалён от районного центра посёлка городского типа Пряжа на 50 км, от столицы Республики Карелия города Петрозаводска на 70 км.

## История
В 1927—1930 годах — районный центр Сямозерского района Автономной Карельской ССР.
Название можно перевести как «Ефимовское» от карельского имени карел. Jessoi, D’essoi — рус. Ефим.

## Население
| 2002 | 2009  | 2010  | 2013  |
| ---- | ----- | ----- | ----- |
| 2009 | ↗2240 | ↘1790 | ↘1742 |

## Известные уроженцы
- Волков, Александр Лукич (1928—2020) — карельский писатель, переводчик и поэт, лесоруб.

## Инфраструктура
Образование и культура
В посёлке работает средняя общеобразовательная школа. Школа стала стратегическим партнёром Петрозаводского государственного университета.
Работает центр карельского языка и культуры «Livvin keskus». Действует этнокультурный центр «Киелен Кирью». Есть студия карельской детской мультипликации - Образцовый детский коллектив художественного творчества мультипликационная студия "Домик света"
14 октября 2006 года в посёлке была освящена часовня в честь Покрова Пресвятой Богородицы.

## Транспорт
На территории посёлка расположена железнодорожная станция Эссойла Октябрьской железной дороги, которая находится на 466,9 км линии Суоярви — Петрозаводск.
Кроме того посёлок связывают автомобильные дороги республиканского и районного значения: Петрозаводск — Суоярви, Эссойла — Крошнозеро.